# Kościół San Vittore

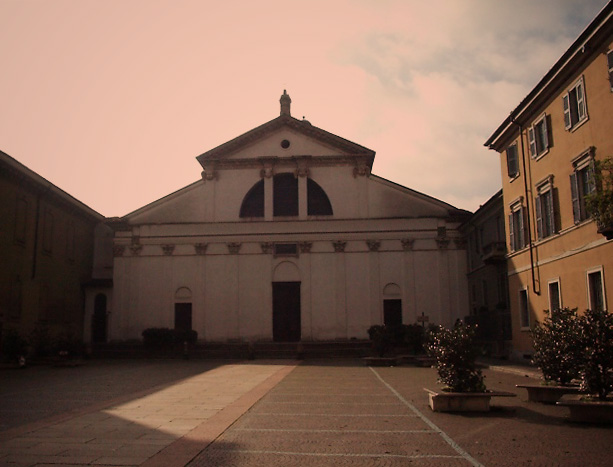
Kościół San Vittore

Kościół San Vittore al Corpo – zabytkowy włoski kościół znajdujący się w Mediolanie. 
Kościół San Vittore al Corpo został zbudowany w VII wieku. Jego rozbudowa nastąpiła w 1560 roku z inicjatywy Galeazzo Alessi w późnorenesansowym stylu. Kościół charakteryzuje się bogato zdobionymi freskami znajdującymi się wewnątrz świątyni. W środku znajduje się również mauzoleum cesarza Walentyniana II. 